# Últimas Férias
Últimas Férias é uma série de televisão de drama investigativo brasileira produzida pela Intro Pictures para a The Walt Disney Company. Com direção de Daniel Lieff, Flavia Mazzberg, Flavio Barone e João Dornelas & Pedro Pereira, a série conta a história de um grupo de jovens que têm a viagem de férias surpreendida por uma tragédia. A série estreou em 8 de novembro de 2023 no streaming.

## Sinopse
Últimas Férias conta a história de um grupo de amigos que são atletas de um clube esportivo e, ao final do ano de competições, se preparam para seguir a vida estudantil em diferentes universidades. Comemorando o fim do ciclo, eles combinam de passar as últimas férias juntos na casa dos pais de Malu, localizada em uma praia paradisíaca. O que começa como um momento de união e diversão, pouco a pouco se transforma num emaranhado de conflitos interpessoais que corroem as relações do grupo. Ao final da viagem, o corpo morto de um dos jovens é encontrado na praia, e todos são suspeitos do crime. A investigação conduzida pela jovem delegada Vera revela segredos, expondo detalhes perigosos e perturbadores.

## Elenco

### Principal
| Intérprete           | Personagem                 |
| -------------------- | -------------------------- |
| Filipe Bragança      | Luiz                       |
| Lara Tremouroux      | Maria Luiza Velasco (Malu) |
| João Vithor Oliveira | Marcos Domênico            |
| Michel Joelsas       | Eric Sertá Bittencourt     |

### Recorrente
| Intérprete      | Personagem                  |
| --------------- | --------------------------- |
| Eucir de Souza  | Júlio Velasco               |
| Stella Rabello  | Dra. Dora Sertá Bittencourt |
| Jackson Antunes | Vicente                     |
| Bella Camero    | Delegada Vera               |
| Felipe Abib     | Investigador Mário          |
| Paulo Miklos    | Marcelo                     |

## Produção
A produção da série, assim como a escalação do elenco e da equipe, foi anunciada em 15 de setembro de 2022.